# Erna Spoorenberg
Huberdina Aletta "Erna" Spoorenberg (Yogyakarta, Java, Índies Orientals Neerlandeses, 11 d'abril de 1925 – Vught, Països Baixos, 18 de març de 2004) fou una soprano neerlandesa.

## Biografia
Va néixer a Yogyakarta, Java, Índies Orientals Neerlandeses (actual Indonèsia), filla de Wilhelmus Hubertus Barbara Spoorenberg (1882-1967), director de fàbrica i posteriorment banquer, i de Thérèse Agnes Backer Overbeek (1881-1966). De petita va estudiar violí i cant. Als 14 anys estudiava a Nimega amb Isa Neuhaus (Mathilde Rebecka Neufeld-Wallach, 1895-1944), antiga cantant de l’Òpera de Düsseldorf establerta com a professora. Aquesta professora, que era jueva, va ser deportada a un camp de concentració l'any 1940 pels nazis, sent assassinada juntament amb el seu marit l'any 1944.
Spoorenberg va estudiar cant amb Aaltje Noordewier fins als 17 anys, mentre continuava les seves classes de violí amb Julius Röntgen. Al conservatori va decidir dedicar-se al cant, deixant de banda el violí. El 1947 va debutar a Radio Hilversum, cantant el motet Exsultate, jubilate de Wolfgang Amadeus Mozart.
El 1949 va fer una audició per a Karl Böhm i va rebre un contracte de convidada de l'Òpera de l'Estat de Viena, convertint-se aviat en membre permanent. Les seves actuacions van incloure-hi:
- Gaetano Donizetti: Don Pasquale (Norina)
- Carl Millöcker: Der Bettelstudent (Laura)
- Mozart: Die Zauberflöte (Pamina / Reina de la Nit), Die Entführung aus dem Serail (Konstanze), Le nozze di Figaro, Don Giovanni (Donna Elvira), Così fan tutte (Fiordiligi)
- Carl Otto Nicolai: Die lustigen Weiber von Windsor (Frau Fluth)
- Jacques Offenbach: Les contes d'Hoffmann
- Johann Strauss fill: Die Fledermaus (Adele)
- Richard Strauss: Elektra
- Giuseppe Verdi: Rigoletto (Gilda)

De tornada als Països Baixos, se li va oferir un contracte amb la De Nationale Opera per a 25 representacions per temporada. El seu debut va tenir lloc el 15 de setembre de 1955 com a Violetta de La traviata de Verdi. El seu precari contracte implicava que havia de treballar a l'estranger en papers d'òpera. Va actuar a Hamburg i a Berlín i va realitzar gires de concerts per tot Europa. El 1963 i el 1965 va fer una gira per la Unió Soviètica, presentant-se al Teatre Marïnski i al Teatre Bolxoi. El novembre de 1967 va debutar als Estats Units d'Amèrica, al Philharmonic Hall de Nova York, sota la direcció de Gene Forrell.
Paral·lelament a la seva carrera d’òpera, va oferir molts recitals, sovint amb l'acompanyant al piano de Géza Frid, i també com a solista. Va ser la soprano solista a un enregistrament de 1957 de la Passió segons Sant Mateu de Johann Sebastian Bach amb De Nederlandse Bachvereniging, una gravació dirigida per Anthon van der Horst. El febre de 1958 va participar a un concert al Palau de la Música Catalana de Barcelona al qual s'oferí aquesta obra de Bach, en un esdeveniment commemoratiu del 50è aniversari de la inauguració de l'històric edifici de l'Orfeó Català, un conjunt que actuà sota la direcció del mestre Lluís Maria Millet. Van participar també la contralt Sieglinde Wagner, el tenor Ernst Haefliger, el baix Kim Borg, el tenor Gaietà Renom (com a Evangelista), el baríton José López Esparbé, el baix Guillermo Arroniz i la soprano Laura Nuñez.
A principis de la dècada de 1970, Spoorenberg va resultar ferida en un accident de trànsit, patint un aixafament de la caixa toràcica. Després de sis mesos a l'hospital, es va entrenar intensament per restaurar la seva tècnica respiratòria. L'accident va influir en la seva decisió de treballar més a prop de casa i es va convertir principalment en professora de cant. Del 1970 al 1977, va ensenyar a la Royal Academy de Brussel·les i del 1971 al 1988 al Conservatori d'Amsterdam.
Va estar casada quatre cops: el 1947 a Voorburg amb Dirk Willem Stellweg (1909-1993), director de Philips; després del divorci, el 1952 a Westminster amb Antonie van Ulsen (1913-2006), comandant de la companyia aèria KLM; després del divorci, el 1968 a Amstelveen amb Peter Jan Kardoes (nascut el 1942), advocat; i després d'aquest darrer divorci el 1988 amb Eddy van Schoonhoven (? -2015), dentista.
Els últims anys de la seva vida es va establir a Vught, on va morir el 2004 als 78 anys.

## Premis
- Premi Internacional de Música Harriet Cohen (any no determinat)
- 2002: Comandant de l'Orde d'Orange-Nassau

## Enregistraments
Els seus més de 20 enregistraments inclouen:
- L’art d’Erna Spoorenberg a l’òpera Gala GL 100.570
- Erna Spoorenberg: veus llegendàries Decca 466 985-2
- Leona Mitchell i Erna Spoorenberg - Àries italianes i cançons sagrades. Obres de Giacomo Puccini, Pietro Mascagni, Gioachino Rossini, Giuseppe Verdi, Wolfgang Amadeus Mozart Belart 461
- Les pêcheurs de perles de Bizet. Paper: Leila. Verona 2707-8
- La dame blanche de François-Adrien Boieldieu. Paper: Anna. Melodrama
- Roméo et Juliette de Gounod. Rol: Juliette. GOP
- Pelléas et Mélisande de Debussy. Rol: Mélisande. Decca 473351-2
- La cançó de Solveig a Peer Gynt d'Edvard Grieg - Filharmònica de l’Haia, dirigida per Willem Van Otterloo. Philips (Minigroove 33 1/3), 1958